# Primera División de Costa Rica 1934
Die Saison 1934 war die 14. Spielzeit der Primera División de Costa Rica, der höchsten costa-ricanischen Fußballliga. Es nahmen acht Mannschaften teil. La Libertad gewann den vierten Meistertitel der Vereinsgeschichte.

## Austragungsmodus
- Die acht teilnehmenden Teams wurden in zwei Gruppen aufgeteilt und spielten im Modus Jeder gegen Jeden je einen Gruppensieger aus. In der Gruppe 1 wurden (weil alle Teams die gleiche Punktzahl erreicht hatten) zusätzliche Spiele ausgetragen, die auch mit in die Tabelle eingingen.
- Die beiden Gruppensieger spielten den Meister aus.

## Endstand

### Gruppe 1
| Pl.             | Verein           | Sp. | S | U | N | Tore    | Diff. | Punkte |
| --------------- | ---------------- | --- | - | - | - | ------- | ----- | ------ |
| 1.              | CS La Libertad   | 8   | 4 | 2 | 2 | 025:140 | +11   | 10     |
| 2.              | CS Herediano (M) | 8   | 4 | 0 | 4 | 021:180 | +3    | 08     |
| 3.              | SG Española      | 7   | 2 | 2 | 3 | 016:190 | −3    | 06     |
| 4.              | CS Buenos Aires  | 7   | 2 | 2 | 3 | 013:240 | −11   | 06     |
| Stand: Endstand |                  |     |   |   |   |         |       |        |

### Gruppe 2
| Pl.             | Verein                    | Sp. | S | U | N | Tore    | Diff. | Punkte |
| --------------- | ------------------------- | --- | - | - | - | ------- | ----- | ------ |
| 1.              | Deportivo Alajuela Junior | 6   | 5 | 0 | 1 | 033:140 | +19   | 10     |
| 2.              | LD Alajuelense            | 6   | 3 | 2 | 1 | 019:140 | +5    | 08     |
| 3.              | Orión FC                  | 6   | 2 | 2 | 2 | 024:140 | +10   | 06     |
| 4.              | CS Mexico                 | 6   | 0 | 0 | 6 | 007:410 | −34   | 0      |
| Stand: Endstand |                           |     |   |   |   |         |       |        |

### Finale
| 1. Gruppe A    | Gesamt | 1. Gruppe B               | Finale | Neuansetzung 1 | Neuansetzung 2 |
| -------------- | ------ | ------------------------- | ------ | -------------- | -------------- |
| CS La Libertad | 2:1    | Deportivo Alajuela Junior | 1:1    | 0:0            | *1:0*          |

| * | Das dritte Finalspiel wurde 1:0 für CS La Libertad gewertet, da Alajuelas bester Spieler bei einem Unfall starb und Alajuela daraufhin nicht antrat. |

## Pokalwettbewerb

### Copa Olímpica 1934
Die "Copa Olímpica" wurde vor der Saison (im Frühjahr 1934) ausgespielt. La Libertad gewann das Finale gegen SG Española mit 4:1/7:0.